# Hermann Fusten
Hermann Fusten (ur. 1893, zm. ?) – zbrodniarz hitlerowski, członek załogi obozu koncentracyjnego Mauthausen-Gusen i SS-Unterscharführer.
Członek Waffen-SS, który należał do administracji podobozu KL Mauthausen - Steyr od połowy lutego 1943 do 5 maja 1945. Fusten początkowo pełnił funkcję kierownika komanda więźniarskiego, a następnie szefa obozowego magazynu odzieżowego. Opiekował się również arsenałem SS. Wśród więźniów Fusten otrzymał przydomek „Prusak”. Maltretował więźniów, szczególnie narodowości polskiej i obywateli radzieckich. Dopuszczał się również morderstw.
Fusten został osądzony w procesie załogi Mauthausen-Gusen (US vs. Willi Auerswald i inni) przed amerykańskim Trybunałem Wojskowym w Dachau. Wymierzono mu karę śmierci przez powieszenie, którą zamieniono jednak w akcie łaski na dożywocie.